# Gay Club
Gay club es una película española dirigida por Tito Fernández que se estrenó el 12 de marzo de 1981.

## Argumento
Al cerrarse una whiskería de una pequeña localidad de Andalucía, a Toni (el primo gay de una de las trabajadoras del local llamada Isabel) se le ocurre la idea de transformarlo en un club gay con actuaciones musicales. Como no consiguen el crédito bancario que solicitan para conseguir el traspaso, se asocian con Pepe, un amigo de Toni (también homosexual), el novio periodista de Isabel y la anterior encargada del local, Laly. 
Al difundirse la noticia por el pueblo, en plena transición a la democracia, enseguida se organiza la oposición reaccionaria, capitaneada por el abogado don Alfonso, que vive frente al local. Visitan al gobernador intentando infructuosamente que prohíba la apertura, por lo que urden un plan para cerrar el club gay. El día de la inauguración envían a un grupo de matones para provocar una pelea tumultuaria, con objeto de presentar una denuncia por escándalo público. Aunque procesan a los cinco socios del club gay, el juicio termina con la absolución de los acusados, y por consiguiente el club gay se reabre.
Entre los números musicales de la película actúan figuras reales del transformismo de la época, como Paco España y Juan Gallo.

## Reparto
- Josele Román - Isabel;
- Francisco Algora - Tony;
- Isabel Luque - Laly;
- Antonio Medina - Andrés, novio de Isabel;
- José Álvarez - Pepe;
- José Lifante - don Alfonso;
- Rafael Alonso - el marqués de la Alameda;
- Manuel Alexandre - Riquelme;
- Antonio Gamero - Ricardo;
- Carlos Larrañaga - gobernador;
- Florinda Chico - Rafaela, madre de Pepe;
- Paco España - él mismo;
- José María Guillén
- Amel Amor
- José María Caffarel
- José Manuel Cervino
- Carmen Martínez Sierra
- Joaquín Pamplona
- Julián Navarro
- Fernando Chinarro
- Sergio Mendizábal
- Luis Ciges
- Pedro Beltrán
- Marciano Buendía
- José Luis Chinchilla